# Lara Beckmann
Lara Beckmann (* 1986 in Stuttgart) ist eine deutsche Theater- und Filmschauspielerin.

## Leben
Bereits als Jugendliche im Alter von 16 Jahren wurde Beckmann im Rahmen eines Castings bei der Theater-AG ihres Gymnasiums von der Filmakademie Baden-Württemberg für erste kleinere Rollen entdeckt, die ihr Interesse für die Schauspielerei weckte. Zwischen 2002 und 2005 folgten mehrere Filmeinsätze für die Filmakademie. Anschließend absolvierte Beckmann von 2006 bis 2010 ihr offizielles Schauspielstudium an der Hochschule für Musik und Darstellende Kunst Stuttgart. Danach erhielt sie für zwei Spielzeiten an der Württembergischen Landesbühne Esslingen ihre erste feste Verpflichtung, wo sie zur „besten Schauspielerin 2012/13“ gekürt wurde. Im Anschluss daran spielte sie als festes Ensemblemitglied am Theater Aachen. Darüber hinaus war sie in verschiedenen TV-Formaten zu sehen.

## Theater
- 2015–2016: Der nackte Wahnsinn, Theater Aachen
- 2015–2016: Tigermilch, Stadttheater Aachen
- 2015–2016: Nina Hagen – Fürchtet Euch nicht, Theater Aachen
- 2015: Kaspar Häuser Meer, Theater Aachen
- 2015: Zusammen!, Theater Aachen
- 2014: Nora oder ein Puppenheim, Theater Aachen
- 2014: Peer Gynt, Theater Aachen
- 2013–2014: Orlando, Theater Aachen
- 2013–2014: Mario und der Zauberer, Theater Aachen
- 2011–2012: Kabale und Liebe, Württembergische Landesbühne Esslingen
- 2011–2012: Effi Briest, Württembergische Landesbühne Esslingen
- 2011–2012: Die Verschwörung des Fiesco zu Genua, Württembergische Landesbühne Esslingen
- 2011–2012: Geschichten aus dem Wiener Wald, Württembergische Landesbühne Esslingen
- 2011–2012: Amadeus, Württembergische Landesbühne Esslingen
- 2011–2012: Fasten Seatbelts oder Viel Glück zum Alltag!, Württembergische Landesbühne Esslingen
- 2011–2012: Hexenjagd, Württembergische Landesbühne Esslingen
- 2010–2011: Der Besuch der alten Dame, Theater Baden-Baden
- 2010–2011: Der gute Mensch von Sezuan, Theater Baden-Baden
- 2009–2010: Penelope, Wilhelma Theater Stuttgart
- 2009–2010: Raus aus Amal, Wilhelma Theater Stuttgart
- 2006: Die Reifeprüfung, Theater an der Kö Düsseldorf

## Film und Fernsehen
- 2013: Ohne Dich
- 2013: Ein Fall für die Anrheiner, Folge „Verrechnet“
- 2011: Heiter bis tödlich, Folge „Fuchs und Gans: Außer Puste“
- 2011: Küss mich tiefer
- 2011: Blog me
- 2010: Carl und Bertha Benz
- 2009: SOKO Stuttgart, Folge „Zahltag“
- 2008: SOKO Köln
- 2007: Kirschrot
- 2007: Schlaf, Kindlein schlaf!
- 2006: Ein Fall für Zwei, Folge „Ein eiskaltes Geschäft“
- 2006: Reine Geschmacksache
- 2006: Laible & Frisch
- 2005: Tornado, Folge „Der Zorn des Himmels“
- 2005: Zores
- 2005: Vier Minuten
- 2005: Das Trio
- 2005: Alphateam, Folge „Love affairs“
- 2005: 007 ½
- 2004: DNX
- 2004: Alles in Ordnung
- 2004: SOKO Leipzig, Folge „Big Shot“
- 2003: Die Sitte, Folge „Liebeswahn“
- 2003: Mein Leben & Ich
- 2003: Hausmann Horst
- 2003: Frohes Fest
- 2002: Hell Yes

## Hörspiele (Auswahl)
- 2011: Christian Hörburger: Stuttgart 21 – Lyrisches Epitaph auf einen Kopfbahnhof, Regie: Stefan Hilsbecher, Jan Dürrschnabel (Originalhörspiel, Collage – SWR)
- 2009: Klaus Hoggenmüller: So nah und doch so fern, Regie: Götz Naleppa (Hörspielbearbeitung – Deutschlandradio)
- 2009: Nadja Küchenmeister: Drehpunkt (Michaela), Regie: Stefanie Lazai (Original-Hörspiel – SWR)

## Auszeichnungen
- 2013: Auszeichnung „Beste Nachwuchsschauspielerin des Jahres 2013“ von den „Freunden der WLB Esslingen“
- 2017: Kurt-Sieder-Preis für ihre Gesamtleistung[3]